# Holbæk Kommune (1970-2006)
Holbæk Kommune i Vestsjællands Amt blev dannet ved kommunalreformen i 1970. Ved strukturreformen i 2007 blev den udvidet til den nuværende Holbæk Kommune ved indlemmelse af Jernløse Kommune, Svinninge Kommune, Tornved Kommune og Tølløse Kommune.

## Tuse Næs Kommune
Inden kommunalreformen blev Tuse Næs Kommune dannet ved frivillig sammenlægning af 3 sognekommuner:
| Kommune  | Folketal september 1965 | Byer                           |
| -------- | ----------------------- | ------------------------------ |
| Hagested | 935                     | Hagested, Mårsø og Ny Hagested |
| Hørby    | 671                     | Markeslev                      |
| Udby     | 886                     | Udby                           |
| I alt    | 2.492                   |                                |

## Holbæk Kommune
Holbæk havde været købstad, men det begreb mistede sin betydning ved kommunalreformen, hvor Tuse Næs Kommune og yderligere 4 sognekommuner blev lagt sammen med Holbæk Købstad til Holbæk Kommune:
| Kommune                    | Folketal 1. januar 1970 | Byer                                 |
| -------------------------- | ----------------------- | ------------------------------------ |
| Holbæk                     | 17.688                  | Holbæk                               |
| Butterup-Tuse              | 2.023                   | Tuse og Allerup (bydel i Holbæk)     |
| Orø                        | 662                     | Bybjerg                              |
| Sønder Asmindrup-Grandløse | 1.771                   |                                      |
| Ågerup                     | 883                     | Arnakke og Ågerup (bydel i Vipperød) |
| Tuse Næs                   | 2.483                   |                                      |
| I alt                      | 25.510                  |                                      |

Hertil kom 28 matrikler, som blev overført fra Søstrup Sogn, der ved en tidligere sammenlægning var blevet en del af Jernløse Kommune.

## Sogne
Holbæk Kommune bestod af følgende sogne:
- Butterup Sogn (Merløse Herred)
- Grandløse Sogn (Merløse Herred)
- Hagested Sogn (Tuse Herred)
- Hørby Sogn (Tuse Herred)
- Orø Sogn (Tuse Herred)
- Sankt Nikolai Sogn (Merløse Herred)
- Sønder Asmindrup Sogn (Merløse Herred)
- Tuse Sogn (Tuse Herred)
- Tveje Merløse Sogn (Merløse Herred)
- Udby Sogn (Tuse Herred)
- Ågerup Sogn (Merløse Herred)

## Borgmestre[4]
| Navn             | Parti             | Periode   |
| ---------------- | ----------------- | --------- |
| Arnold Sørensen  | Radikale Venstre  | 1970-1986 |
| Bent Kristiansen | Socialdemokratiet | 1986-1994 |
| Jørn Sørensen    | Radikale Venstre  | 1994-2006 |